# U-457
Unterseeboot 457 foi um submarino alemão do Tipo VIIC, pertencente a Kriegsmarine que atuou durante a Segunda Guerra Mundial.

## Comandantes
| Comandante               | Data                                           |
| ------------------------ | ---------------------------------------------- |
| KrvKpt. Karl Brandenburg | 5 de novembro de 1941 - 16 de setembro de 1942 |

## Subordinação
Durante o seu tempo de serviço, esteve subordinado às seguintes flotilhas:
| Período                                     | Flotilha                                   |
| ------------------------------------------- | ------------------------------------------ |
| 5 de novembro de 1941 - 30 de junho de 1942 | 6. Unterseebootsflottille (treinamento)    |
| 1 de julho de 1942 - 16 de setembro de 1942 | 11. Unterseebootsflottille (serviço ativo) |

## Operações conjuntas de ataque
O U-457 participou das seguinte operações de ataque combinado durante a sua carreira:
- Rudeltaktik Eisteufel (30 de junho de 1942 - 12 de julho de 1942)
- Rudeltaktik Trägertod (12 de setembro de 1942 - 16 de setembro de 1942)